# 1. A hrvatska odbojkaška liga za žene
1. A hrvatska odbojkaška liga  predstavljka najviši rang odbojkaškog prvenstva Hrvatske u ženskoj konkurenciji. Nastala je 1992., a tijekom povijesti je nosila i nazive Prva liga ili Superliga. Niži rang natjecanja predstavlja 1.B liga.

## Sudionici 2014./15.
- Dubrovnik, Dubrovnik
- Đakovo, Đakovo
- Marina Kaštela, Kaštel Gomilica
- Kaštela DC, Kaštel Stari
- Kostrena, Kostrena
- Nova Gradiška, Nova Gradiška
- Osijek 06, Osijek
- Poreč, Poreč
- Drenova, Rijeka
- Rijeka CO, Rijeka
- Rovinj - Rovigno, Rovinj
- Split 1700, Split
- Azena, Velika Gorica
- Vibrobeton, Vinkovci
- Vukovar, Vukovar
- Mladost, Zagreb

## Prvakinje i doprvakinje
| sezona               | prvakinje                                     | doprvakinje                                   |
| Prva liga            | Prva liga                                     | Prva liga                                     |
| -------------------- | --------------------------------------------- | --------------------------------------------- |
| 1991./92.            | Mladost (Zagreb)                              | Dubrovnik                                     |
| 1992./93.            | Mladost (Zagreb)                              | Rijeka - Croatia                              |
| 1993./94.            | Mladost (Zagreb)                              | Rijeka                                        |
| Prvenstvo Hrvatske   |                                               |                                               |
| 1994./95.            | Mladost (Zagreb)                              | Pula - Istarska banka                         |
| Prva liga            |                                               |                                               |
| 1995./96.            | Mladost (Zagreb)                              | Rijeka                                        |
| 1996./97.            | Dubrovnik                                     | Rijeka                                        |
| 1997./98.            | Dubrovnik                                     | Akademičar Zagreb                             |
| 1998./99.            | Rijeka                                        | Kaštela (Kaštel Stari)                        |
| 1999./2000.          | Rijeka - Kvarner osiguranje                   | Kaštela - Kaštelanska rivijera (Kaštel Stari) |
| 2000./01.            | Kaštela - Kaštelanska rivijera (Kaštel Stari) | Rijeka - Kvarner banka                        |
| 2001./02.            | Mladost Pompea (Zagreb)                       | Split 1700                                    |
| 2002./03.            | Mladost Lipovac (Zagreb)                      | Tifon Azena (Velika Gorica)                   |
| 2003./04.            | Mladost Lipovac (Zagreb)                      | Tifon Azena (Velika Gorica)                   |
| Prva A liga          |                                               |                                               |
| 2004./05.            | Mladost Lipovac (Zagreb)                      | Tifon Azena (Velika Gorica)                   |
| 2005./06.            | Mladost (Zagreb)                              | Rijeka KWSO                                   |
| 2006./07.            | Rijeka KWSO                                   | Kaštela DC (Kaštel Stari)                     |
| 2007./08.            | Rijeka KVIG                                   | Pivovara Osijek                               |
| 2008./09.            | Rijeka KVIG                                   | Vukovar                                       |
| 2009./10.            | Rijeka CO                                     | Split 1700                                    |
| Superliga            |                                               |                                               |
| 2010./11.            | Rijeka CO                                     | Vukovar                                       |
| Prva A liga          |                                               |                                               |
| 2011./12.            | Rijeka CO                                     | Split 1700                                    |
| 2012./13.            | Rijeka CO                                     | Azena (Velika Gorica)                         |
| 2013./14.            | Mladost (Zagreb)                              | Marina Kaštela (Kaštel Gomilica)              |
| 2014./15.            | Poreč                                         | Mladost (Zagreb)                              |
| 2015./16.            | Mladost (Zagreb)                              | Poreč                                         |
| Superliga            |                                               |                                               |
| 2016./17.            | Marina Kaštela (Kaštel Gomilica)              | Mladost (Zagreb)                              |
| 2017./18.            | Mladost (Zagreb)                              | Marina Kaštela (Kaštel Gomilica)              |
| 2018./19.            | Mladost (Zagreb)                              | Kaštela (Kaštel Stari)                        |
| 2019./20. ↓19-20     | Mladost (Zagreb)                              | Kaštela (Kaštel Stari)                        |
| 2020./21.            | Mladost (Zagreb)                              | Marina Kaštela (Kaštel Gomilica)              |
| 2021./22.            | Mladost (Zagreb)                              | Marina Kaštela (Kaštel Gomilica)              |
| 2022./23.            |                                               |                                               |
| 2023./24.            |                                               |                                               |
| 2024./25.            |                                               |                                               |
| SuperSport Superliga |                                               |                                               |
| 2025./26.            |                                               |                                               |

 Napomene: 

↑19-20  u sezoni 2019./20. prvenstvo prekinuto zbog pandemije COVID-19, te je zaključeno po zatečenom sstanju uoči prekida

## Unutarnje poveznice
- Kup Hrvatske u odbojci za žene
- Prvenstvo Jugoslavije u odbojci za žene
- Superkup Hrvatske u odbojci za žene
- Prvenstvo Hrvatske u odbojci
- MEVZA liga (žene)

## Vanjske poveznice
- Hrvatska odbojkaška udruga
- Hrvatski odbojkaški portal  Arhivirana inačica izvorne stranice od 21. srpnja 2019. (Wayback Machine)
- Hrvatska odbojkaška udruga - arhiva natjecanja